# Camp Chehalis
Camp Chehalis (nebo také Fort Chehalis) byla pevnost u ústí řeky Chehalis do Grayovy zátoky nedaleko dnešního města Hoquiam a v americkém státě Washington. Byla postavena roku 1860 vojenskou jednotkou vedenou kapitánem Mauricem Maloneym, třemi dalšími důstojníky a 52 poddůstojníky. Jednotka pevnost opustila v červnu 1861 na žádost tehdejšího guvernéra Washingtonu Henryho M. McGilla. V srpnu téhož roku pevnost obnovila jednotka druhého poručíka C. D. Emoryho z 9. pěšího pluku americké armády. Přítomnost armády měla zdejším osadníkům a původním obyvatelům zajistit pocit bezpečí.